# Itaituba
Itaituba es un municipio brasileño, localizado en el estado del Pará y uno de los principales centros económicos del oeste paraense.
Itaituba es la decimoquinta ciudad más grande (en términos poblacionales) del Estado del Pará, la tercera ciudad más grande del oeste paraense, y posee el décimo tercero mayor producto interno bruto (PIB) del estado. La ciudad es considerada de medio tipo, y una de las ciudades que presentan un crecimiento económico acelerado en el interior del Brasil. El origen del nombre es tupí y significa "reunión de agua de la piedra".

## Historia

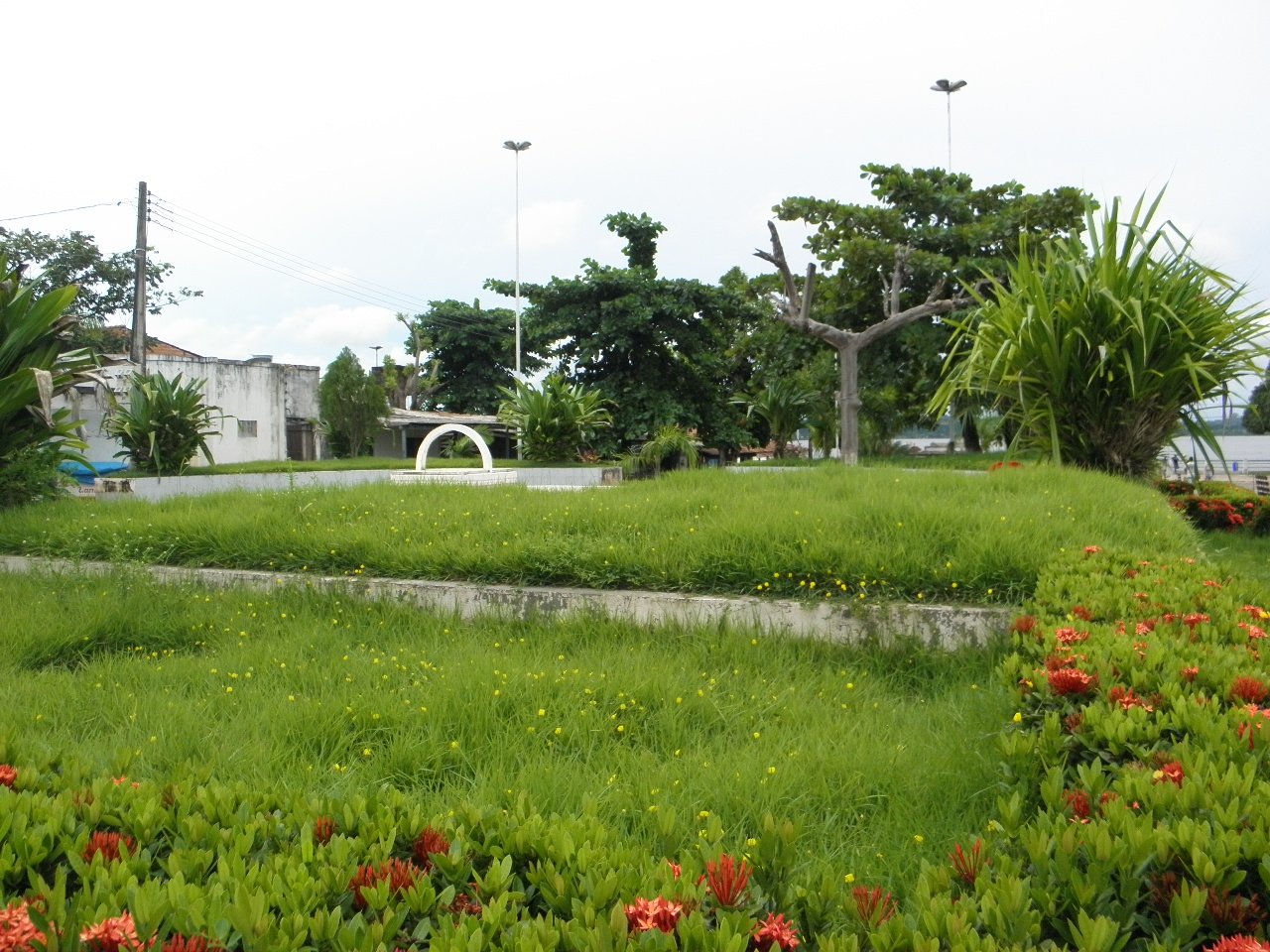
Patio del Centenário, construida en el centenario de fundación de la ciudad de Itaituba.

La presencia de los holandeses, franceses e ingleses, en el estuário del río Amazonas, consolidó la permanencia de portugueses en el Pará y para la expedición de Francisco Caldera Castelo Branco que, en 1616, fundó la ciudad de Belém.

## Geografía

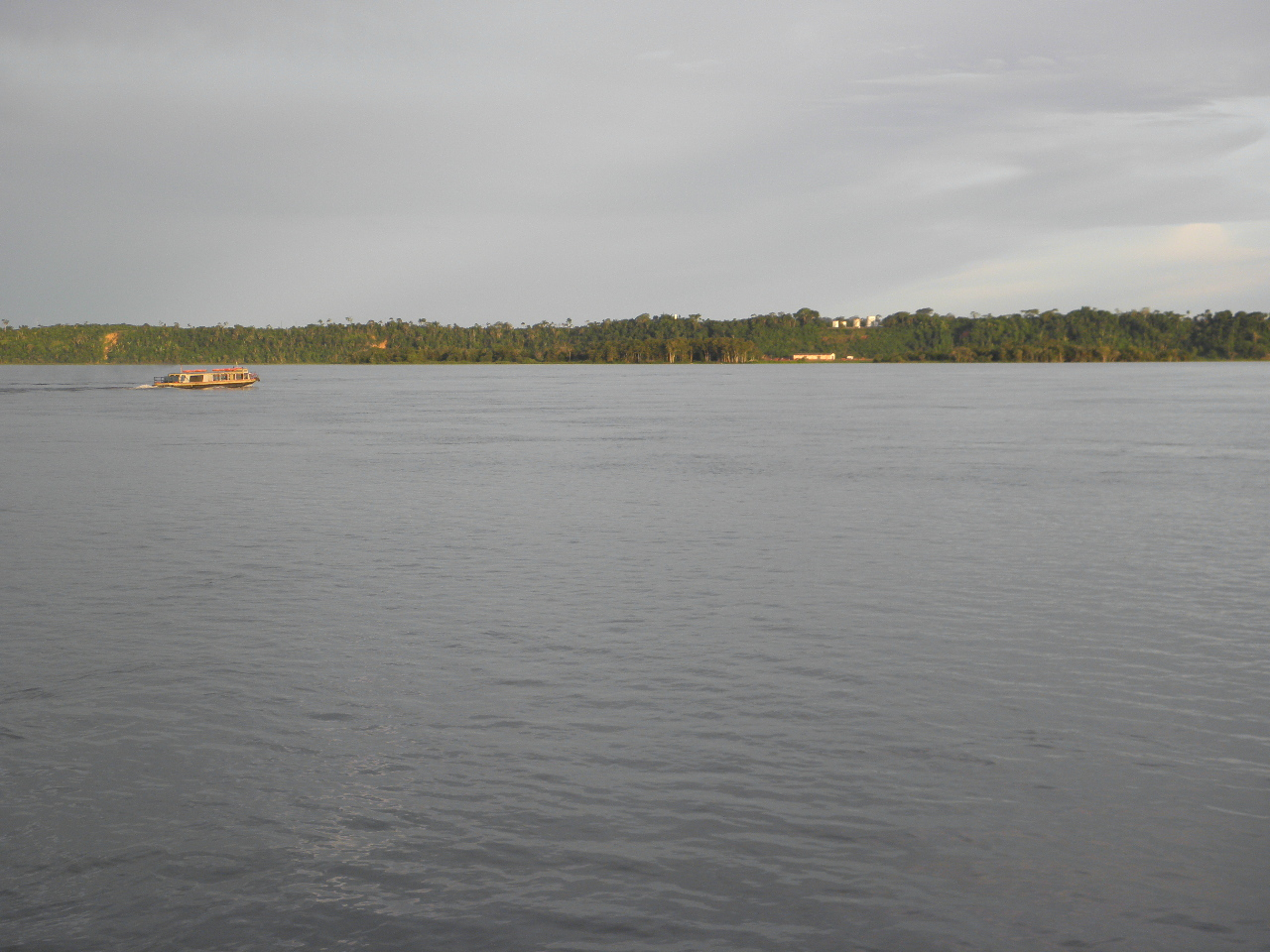
Vista del Río Tapajós en el frente de la ciudad de Itaituba. Constituye uno de los principales accesos al área urbana del municipio.

La ciudad se localiza a una latitud 04º16'34 sur y a una longitud 55º59'01 oeste, está en el margen izquierda del río Tapajós.
El clima de la región se traduce como un clima de temperatura mínina superior a 18 °C. Itaituba presenta una humedad relativa con valores encima de los 80% en casi todos los meses del año. Las estaciones lluviosas coinciden con los meses de diciembre a junio y las menos lluviosas en los meses de julio a noviembre.

## Turismo

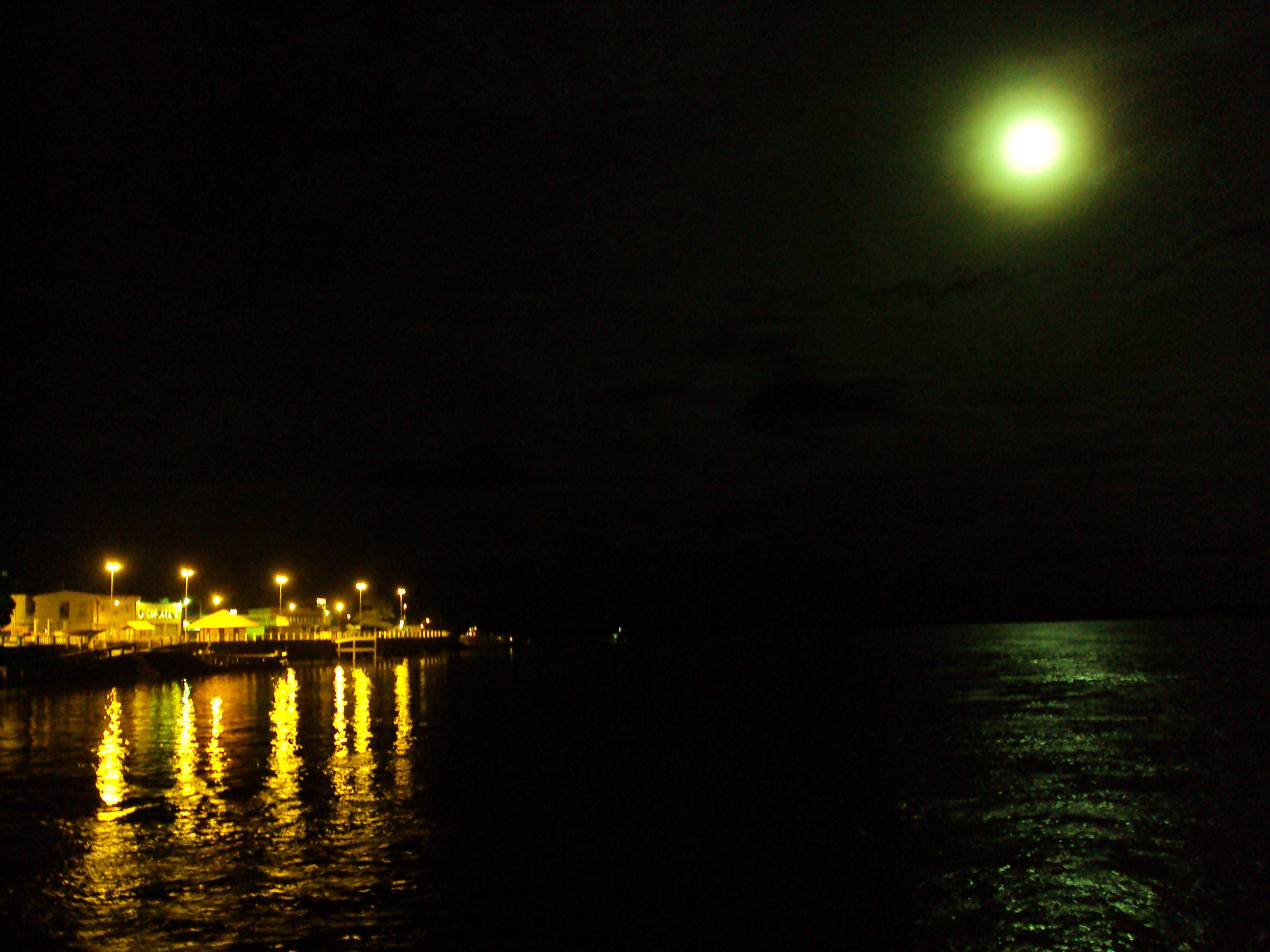
Vista nocturna de la costa de la ciudad de Itaituba. La ciudad presenta variadas opciones de ocio a la noche, como clubes y plazas entre otros.

Itaituba posee buena infraestructura hotelera para recibir turistas y visitantes, contando con diversos hoteles categorizados de 1 a 4 estrellas.
La ciudad presenta también gran potencial ecoturístico, donde son incluidos atractivos de exuberante belleza, como: cavernas, cascadas, aguas minerales y termales, además de una gran cantidad de playas y lagos próximos a la sede del municipio.

## Parque nacional de la Amazonia
El Parque nacional de la Amazonia, con sus 994.000ha, posee una vasta vegetación de bosque tropical mixto y bosques aluviales, igapós ricos en açaí y buriti, numerosas formaciones geológicas de distintas edades, especies raras de árboles terrestres y semi-terrestres, además de varias especies de animales.
Localizado el margen izquierdo del Río Tapajós, el parque es cortado por la BR-230 (Transamazónica). Saliendo de la sede del municipio, el recorrido hasta el parque lleva media hora, de carro o de ómnibus. En el acceso fluvial, es de 1 hora de viaje. El parque cuenta con una buena infraestructura con senderos educativos y miradores para el Río Tapajós de fácil acceso.